# Hans Stalzer
Hans Stalzer (* 8. April 1878 in Wien; † 30. Juni 1940 ebenda) war ein österreichischer Landschafts-, Porträt- und Kriegsmaler.

## Leben und Werk
Stalzer war Sohn eines Wiener Kaufmannes und besuchte zunächst das Gymnasium; anschließend erhielt er privaten Kunstunterricht.
In weiterer Folge studierte er an der Akademie der bildenden Künste in Wien. Seine Lehrer waren Eduard Peithner von Lichtenfels, Siegmund L’Allemand, Kasimir Pochwalski und August Eisenmenger. Als Rompreisträger unternahm er in den Jahren 1899, 1905 und 1906 Studienreisen nach Italien. 
Im Februar 1915 rückte Hans Stalzer als Einjährig-Freiwilliger zur k.u.k. Armee ein.  Während des Ersten Weltkriegs war er zunächst als Technischer Zeichner bei der k.u.k. Festungsbaudirektion tätig. 1916 und 1917 lernte er an Offiziersschulen, ehe er als Kriegsmaler in die Kunstgruppe des k.u.k. Kriegspressequartiers aufgenommen wurde. Als solcher malte er beim Friedenskongress von Brest-Litowsk Porträts des Prinzen Leopold von Bayern, der Grafen Ottokar Czernin und Csáky, Talât Pascha und vieler anderer. 
Ab 1909 war Hans Stalzer Mitglied des Wiener Künstlerhauses. In den Jahren 1922 bis 1924 lebte er in Schweden.
Besondere Bedeutung erlangte Stalzer als Porträtmaler, da er eine hohe Anzahl an bedeutenden Persönlichkeiten des In- und Auslands, Staatsmänner, Künstler, Vertreter des Adels, der Wissenschaften und Wirtschaft porträtierte. Teile seines Œuvres befinden sich im Wien Museum, der Albertina, im Heeresgeschichtlichen Museum und in der Kunstsammlung der Gesellschaft der Musikfreunde. Trotz seiner zahlreichen Arbeiten lebte Hans Stalzer in dürftigen Verhältnissen.
Er wurde am Wiener Zentralfriedhof bestattet. Das Grab ist bereits aufgelassen.

## Werke (Auszug)
- Porträt Erzherzog Friedrich von Österreich, um 1916, Öl auf Leinwand, Heeresgeschichtliches Museum, Wien